# Llista de topònims de Montornès de Segarra
Llista de topònims (noms propis de lloc) del municipi de Montornès de Segarra, a la Segarra
Informació actualitzada per un bot. Els canvis manuals es perdran quan s'actualitzi!

## cementiri
| imatge | Nom                               | Ubicat a             | instància de | Detalls                                        | coordenades | Protecció                   | Commons (més fotos)                        | Dades a WD                    |
| ------ | --------------------------------- | -------------------- | ------------ | ---------------------------------------------- | --- | --------------------------- | ------------------------------------------ | ----------------------------- |
|        | cementiri de Mas de Bondia        | Montornès de Segarra | cementiri    |                                                | 41° 36′ 22″ N, 1° 11′ 42″ E / 41.60603713989258°N,1.1949909925460815°E ca:Mas de Bondia, abans d'entrar al poble |                             |                                            | Modifica les dades a Wikidata |
|        | cementiri de Montornès de Segarra | Montornès de Segarra | cementiri    | Estil: historicisme arquitectònic 19th century | 41° 36′ 01″ N, 1° 14′ 03″ E / 41.6004°N,1.23405°E ca:C. de la Segarra 598 msnm                                   | bé cultural d'interès local | Cementiri Municipal (Montornès de Segarra) | Modifica les dades a Wikidata |

## creu de terme
| imatge | Nom                                   | Ubicat a             | instància de                          | Detalls                                  | coordenades | Protecció                                  | Commons (més fotos)                   | Dades a WD                    |
| ------ | ------------------------------------- | -------------------- | ------------------------------------- | ---------------------------------------- | --- | ------------------------------------------ | ------------------------------------- | ----------------------------- |
|        | Creu Monumental de Mas de Bondia      | Mas de Bondia        | creu de terme creu de la Santa Missió | Estil: arquitectura popular 17th century | 41° 36′ 19″ N, 1° 11′ 31″ E / 41.6052°N,1.19203°E ca:Plaça de la Creu 503 msnm                                      | bé integrant del patrimoni cultural català | Creu Monumental de Mas de Bondia      | Modifica les dades a Wikidata |
|        | creu de terme de Montornès de Segarra | Montornès de Segarra | creu de terme creu de la Santa Missió | Estil: arquitectura popular 16th century | 41° 36′ 03″ N, 1° 13′ 55″ E / 41.6007°N,1.23184°E ca:Xanfrà entre el carrer de Sant Joan i el carrer Major 584 msnm | bé integrant del patrimoni cultural català | Creu de terme de Montornès de Segarra | Modifica les dades a Wikidata |

## entitat singular de població
| imatge | Nom                  | Ubicat a             | instància de                                   | Detalls                                                     | coordenades                                                                                 | Protecció                   | Commons (més fotos)    | Dades a WD                    |
| ------ | -------------------- | -------------------- | ---------------------------------------------- | ----------------------------------------------------------- | ------------------------------------------------------------------------------------------- | --------------------------- | ---------------------- | ----------------------------- |
|        | Mas de Bondia        | Montornès de Segarra | entitat singular de població vila closa        | Estil: gòtic tardà arquitectura popular 16th century 49 hab | 41° 36′ 19″ N, 1° 11′ 28″ E / 41.60531389°N,1.19107222°E ca:Ctra. LV-2101, km, 5,5 504 msnm | bé cultural d'interès local | Nucli de Mas de Bondia | Modifica les dades a Wikidata |
|        | Montornès de Segarra | Montornès de Segarra | entitat singular de població capital municipal | 39 hab                                                      | 41° 36′ 01″ N, 1° 13′ 50″ E / 41.60025243°N,1.23049964°E 559 msnm                           |                             |                        | Modifica les dades a Wikidata |

## església
| imatge | Nom                               | Ubicat a             | instància de                 | Detalls                                                          | coordenades                                                                      | Protecció                   | Commons (més fotos)               | Dades a WD                    |
| ------ | --------------------------------- | -------------------- | ---------------------------- | ---------------------------------------------------------------- | -------------------------------------------------------------------------------- | --------------------------- | --------------------------------- | ----------------------------- |
|        | Sant Bartomeu del Mas de Bondia   | Mas de Bondia        | església                     | Estil: arquitectura gòtica arquitectura barroca 14th century     | 41° 36′ 19″ N, 1° 11′ 30″ E / 41.60532°N,1.19158°E ca:C. del Portal, 4, 502 msnm | bé cultural d'interès local | Sant Bartomeu del Mas de Bondia   | Modifica les dades a Wikidata |
|        | Sant Joan de Montornès de Segarra | Montornès de Segarra | església església parroquial | Estil: arquitectura gòtica arquitectura neoclàssica 14th century | 41° 36′ 04″ N, 1° 13′ 46″ E / 41.6011°N,1.22935°E ca:Pl. de l'Església 600 msnm  | bé cultural d'interès local | Sant Joan de Montornès de Segarra | Modifica les dades a Wikidata |

## indret
| imatge | Nom             | Ubicat a                                 | instància de | Detalls | coordenades                                                       | Protecció | Commons (més fotos) | Dades a WD                    |
| ------ | --------------- | ---------------------------------------- | ------------ | ------- | ----------------------------------------------------------------- | --------- | ------------------- | ----------------------------- |
|        | Pla de la Saira | Montoliu de Segarra Montornès de Segarra | indret plana |         | 41° 35′ 41″ N, 1° 14′ 29″ E / 41.59483333°N,1.24145278°E 600 msnm |           |                     | Modifica les dades a Wikidata |
|        | Pla del Pi      | Montornès de Segarra                     | indret plana |         | 41° 35′ 59″ N, 1° 11′ 34″ E / 41.59976389°N,1.19287778°E 530 msnm |           |                     | Modifica les dades a Wikidata |

## Misc
| imatge | Nom                                       | Ubicat a             | instància de      | Detalls                                  | coordenades | Protecció                                            | Commons (més fotos)                  | Dades a WD                    |
| ------ | ----------------------------------------- | -------------------- | ----------------- | ---------------------------------------- | --- | ---------------------------------------------------- | ------------------------------------ | ----------------------------- |
|        | Castell de Montornès de Segarra           | Montornès de Segarra | castell           | Estil: arquitectura popular 14th century | 41° 36′ 05″ N, 1° 13′ 46″ E / 41.6014°N,1.22949°E ca:Al costat del diposit d'aigua del poble, damunt l'església 613 msnm | bé d'interès cultural bé cultural d'interès nacional | Castell de Montornès de Segarra      | Modifica les dades a Wikidata |
|        | Local Social de Montornès de Segarra      | Montornès de Segarra | edifici           | Estil: noucentisme 20th century          | 41° 36′ 02″ N, 1° 13′ 43″ E / 41.6005°N,1.22852°E ca:Plaça de les Escoles 583 msnm                                       | bé cultural d'interès local                          | Local Social de Montornès de Segarra | Modifica les dades a Wikidata |
|        | Molí de la Farina                         | Montornès de Segarra | molí d'aigua      | Estil: arquitectura popular 19th century | 41° 36′ 21″ N, 1° 12′ 09″ E / 41.60579°N,1.20253°E ca:Carretera LV-2101 de Montornès a Verdú, km 6,5 479 msnm            | bé cultural d'interès local                          | Molí de la Farina                    | Modifica les dades a Wikidata |
|        | Pas cobert del carrer de l'Església       | Montornès de Segarra | passatge          | Estil: arquitectura popular 14th century | 41° 36′ 02″ N, 1° 13′ 46″ E / 41.60057°N,1.22958°E ca:Plaça Major, 2 578 msnm                                            | bé integrant del patrimoni cultural català           | Pas cobert del carrer de l'Església  | Modifica les dades a Wikidata |
|        | Portal de Vall                            | Montornès de Segarra | porta de ciutat   | Estil: arquitectura popular 15th century | 41° 36′ 03″ N, 1° 13′ 50″ E / 41.60074°N,1.23043°E ca:Carrer de Vall 580 msnm                                            | bé integrant del patrimoni cultural català           | Portal de Vall                       | Modifica les dades a Wikidata |
|        | casa consistorial de Montornès de Segarra | Montornès de Segarra | casa consistorial |                                          | 41° 36′ 03″ N, 1° 13′ 48″ E / 41.6007936°N,1.229964°E                                                                    |                                                      |                                      | Modifica les dades a Wikidata |
|        | font del Setrill                          | Montornès de Segarra | font              |                                          | 41° 36′ 16″ N, 1° 10′ 28″ E / 41.6043434862077°N,1.17438679662416°E 437 msnm                                             |                                                      |                                      | Modifica les dades a Wikidata |